# East Farleigh
East Farleigh är en ort och civil parish i grevskapet Kent i sydöstra England. Orten ligger i distriktet Maidstone vid floden Medway, cirka 3,5 kilometer sydväst om Maidstone. Tätorten (built-up area) hade 209 invånare vid folkräkningen år 2021.